# Rejon królewiecki
Rejon królewiecki (ukr. Кролевецький район) – jednostka administracyjna wchodząca w skład obwodu sumskiego Ukrainy.
Rejon utworzony w 1923, ma powierzchnię 1284 km². Siedzibą władz rejonu jest Królewiec.
Na terenie rejonu znajdują się 1 miejska rada i 21 silskich rad, obejmujących w sumie 72 wsie i 2 osady.